# Myrmoplasta
Myrmoplasta is een geslacht van wantsen uit de familie van de Pyrrhocoridae (Vuurwantsen). Het geslacht werd voor het eerst wetenschappelijk beschreven door Gerstäcker in 1892.

## Soorten
Het genus bevat de volgende soorten:

- Myrmoplasta kmenti Stehlik, 2007
- Myrmoplasta mira Gerstäcker, 1892
- Myrmoplasta potteri Martin, 1900
- Myrmoplasta vittiventris Carlini, 1894